# Клива
Кли́ва — заповідне урочище в Україні. Розташоване на території Надвірнянського району Івано-Франківської області, на південь від села Чорні Ослави.
Площа 7,7 га, статус отриманий у 1980 році. Перебуває у віданні ДП «Делятинський лісгосп» (Білоославське лісництво, кв. 35, вид. 8).